# Millicent Tanner
Millicent Jane Lewis Tanner (10 januari 1999) is een Britse baanwielrenster. 
Tanner was in haar jeugd zwemster voordat ze in 2017 de overstap naar het baanwielrennen maakte. Tijdens de Europese kampioenschappen baanwielrennen in 2020 behaalde ze met de Britse ploeg een tweede plaats op de teamsprint.

## Palmares

### Baanwielrennen
| Jaar        | BK                 | EK                        | WK          | Overige     |             |
| Als belofte | Als belofte        | Als belofte               | Als belofte | Als belofte | Als belofte |
| ----------- | ------------------ | ------------------------- | ----------- | ----------- | ----------- |
| 2018        |                    | teamsprint · 500m tijdrit |             |             |             |
| 2019        |                    | teamsprint                |             |             |             |
| Als elite   |                    |                           |             |             |             |
| 2019        | teamsprint         |                           |             |             |             |
| 2020        | teamsprint, sprint | teamsprint                |             |             |             |